# Diocese de Rouyn-Noranda
A Diocese de Rouyn-Noranda (Dioecesis Ruynensis-Norandensis) é uma diocese localizada na cidade de Rouyn-Noranda no Quebec, pertencente a Arquidiocese de Gatineau no Canadá. Foi fundada em 1973 pelo Papa Paulo VI. Com uma população católica de 54.972 habitantes, sendo 91,3% da população total, possui 33 paróquias com dados de 2018.

## História
A Diocese de Rouyn-Noranda foi criada em 29 de novembro de 1973 pelo Papa Paulo VI através da Diocese de Timmins.

## Lista de bispos
A seguir uma lista de bispos desde a criação da diocese em 1973.
|                          | Nome                           | Período      | Notas                              |
| Bispos                   | Bispos                         | Bispos       | Bispos                             |
| ------------------------ | ------------------------------ | ------------ | ---------------------------------- |
| 3º                       | Joseph Ferdinand Guy Boulanger | 2020 - atual | Bispo de Amos, In persona episcopi |
| 2º                       | Dorylas Moreau                 | 2001 – 2019  |                                    |
| 1º                       | Jean-Guy Hamelin               | 1973 – 2001  |                                    |
| Administrador apostólico |                                |              |                                    |
|                          | Gilles Lemay                   | 2019 - 2020  | Bispo de Amos                      |